# Atentát (film)
Atentát je československý film z roku 1964. Zpracovává historické události atentátu na Heydricha z roku 1942.
Režiséru Sequensovi se podařilo vytvořit poměrně přesnou a působivou historickou rekonstrukci celé akce, kterou na jedné straně rozehrál v širších mocenských souvislostech (boj mezi SS a Abwehrem, respektive mezi Heydrichem a Canarisem), na straně druhé v letmých črtách jednotlivých parašutistů (vystupují pod svými dobovými krycími jmény). Snímek podává obraz o akci, díky níž Velká Británie a Francie odvolaly podpis pod Mnichovskou dohodou v reakci na následný teror okupační moci. Přínos filmu je také v tom, že zaznamenal podobu místa, kde se atentát odehrál a které se pozdější výstavbou Prosecké radiály výrazně změnilo. 

## Děj
V roce 1941 převzal Reinhard Heydrich úřad zastupujícího říšského protektora v okupovaných Čechách a na Moravě. Jeho dlouholetý protivník mezi nacistickými vůdci, admirál Canaris, kritizuje Heydrichovu bezohlednou brutalitu, která vyvolává všude, kde se objeví, intenzivní nenávist. Na podzim nechá protektor Heydrich zatknout plukovníka Horsta, když důvěrník admirála Canarise projíždí Prahou.
Další děj filmu sleduje přípravy na atentát, kdy českoslovenští parašutisté, včetně hlavních hrdinů Jana Kubiše a Josefa Gabčíka, absolvují výcvik ve Velké Británii. Po náročném výcviku jsou vysazeni v Protektorátu Čechy a Morava, kde navazují spojení s místním odbojem a společně plánují útok na zastupujícího říšského protektora Reinharda Heydricha. 
Atentát se odehrává 27. května 1942 v Praze. Gabčík se pokouší použít samopal, který však selže, a Kubiš následně hodí granát, který těžce zraní Heydricha. Heydrich později na následky zranění umírá. Film dále zobrazuje brutální represe německých okupantů, které následují po atentátu, včetně vypálení vesnice Lidice. 
Osudy parašutistů se dramaticky vyvíjejí, když se ukrývají v kryptě kostela sv. Cyrila a Metoděje v Praze. V závěrečném finále jsou obklíčeni německými jednotkami a po statečném boji volí raději smrt než zajetí, čímž zakončují svůj hrdinský čin a připomínají oběť československého odboje během druhé světové války. 

## Historické nepřesnosti
Film se v některých místech odchyluje od historických faktů:
- Gabčík ve skutečnosti nepřebíhal přes silnici, ale střílel z chodníku jako první přímo na auto samopalem Sten, který se mu ovšem zasekl.[5]
- Při závěrečné bitvě v kostele parašutisté ve skutečnosti měli jen pistole, žádné automatické zbraně.
- Jan Kubiš se nezastřelil, ale upadl do bezvědomí po zásahu granátem. Zemřel v lazaretu SS v Podolí na následky vykrvácení.
- Letoun Halifax, kterým členové výsadku Out Distance odletěli z Británie, měl kanadskou posádku (jak správně naznačuje i znak na trupu letadla v záběru při nastupování), ale pilot i navigátor ve filmu mluví s britským přízvukem.
- Handley Page Halifax je čtyřmotorový stroj, ve filmu je dvoumotorový letoun Lisunov Li-2.
- Walter Jacobi nikdy nedosáhl hodnosti standartenführera, kterou má ve filmu.
- Důstojníci SS mají na čepicích říšskou orlici jako důstojníci armády místo orlice SS. [6]

## Obsazení
| Radoslav Brzobohatý | nadporučík Král – Adolf Opálka    |
| Rudolf Jelínek      | rotmistr Strnad – Jan Kubiš       |
| Luděk Munzar        | nadporučík Sedlák – Alfréd Bartoš |
| Ladislav Mrkvička   | rotmistr Vyskočil – Jozef Gabčík  |
| Jiří Kodet          | rotmistr Toušek – Josef Valčík    |
| Josef Vinklář       | rotný Vrbas – Karel Čurda         |
| Vladimír Hlavatý    | Otradovec                         |
| Jiří Holý           | Pavelka                           |
| Petr Oliva          | Víťa                              |
| Vlastimil Čaněk     | Zelinka                           |
| Jaroslav Dufek      | Tolar                             |
| Gustav Heverle      | čs. kapitán                       |
| Jiří Vršťala        | plukovník čs. armády              |
| Miloš Vavruška      | kaplan – Vladimír Petřek          |
| Eduard Dubský       | plukovník Horst                   |
| Oldřich Lukeš       | hajný                             |
| Siegfried Loyda     | Reinhard Heydrich                 |
| Harry Studt         | Wilhelm Canaris                   |
| Wolf Goette         | Walter Jacobi                     |